# Elkhart (Iowa)
Elkhart es una ciudad situada en el condado de Polk, en el estado de Iowa, Estados Unidos. Según el censo de 2010 tenía una población de 683 habitantes.

## Geografía
Según la Oficina del Censo de los Estados Unidos, la localidad tiene un área total de 4,09 km², la totalidad de los cuales 4,09 km² corresponden a tierra firme.

## Demografía
Según el censo de 2010, había 683 personas residiendo en la localidad. La densidad de población era de 166,99 hab./km². Había 269 viviendas con una densidad media de 65,77 viviendas/km². El 95,61% de los habitantes eran blancos, el 1,02% afroamericanos, el 0,29% amerindios y el 3,07% pertenecía a dos o más razas. El 3,81% de la población eran hispanos o latinos de cualquier raza.